# Empereur Yi de Chu
L'empereur Yi de Chu (??? -  206 av. J.-C.), est le souverain de l'État de Chu à la fin de la dynastie Qin. Il est le petit-fils du roi Huai de Chu et est également connu sous le nom de roi Huai II de Chu, le titre qu'il portait avant de recevoir celui d'empereur de jure. Son nom de naissance est Xiong Xin,    
En 223 av. J.-C., pendant la Période des Royaumes combattants, l'État de Chu est conquis par l'État de Qin, qui réussit à unifier les différents États féodaux chinois après une série de guerres et fonde la dynastie Qin en 221 av. J.-C.
En 209 av. J.-C., des rébellions anti-Qin visant à renverser la dynastie éclatent dans toute la Chine. l'État de Chu renait alors de ses cendres en tant qu'État insurgé contre la domination impériale Qin. Xiang Liang, un chef rebelle qui descend de Xiang Yan (zh), un célèbre général du Chu, retrouve Xiong Xin et l'installe sur le trône du Chu en tant que "Roi Huai II de Chu". Cependant, Xin n'est qu'un souverain fantoche, Liang étant le vrai maitre du Chu. Lorsque ce dernier meurt au combat, c'est son neveu Xiang Yu qui prend sa place. Très rapidement, il devient le chef de facto de toutes les forces rebelles.   
En 206 av. J.-C., la dynastie Qin est renversée et Xiang Yu divise l'ancien Empire Qin en dix-huit royaumes. Il donne également au roi Huai II un titre plus "honorable", celui d'empereur Yi de Chu, et en a fait le souverain nominal des dix-huit royaumes.  
Xiang Yu fait ensuite déménager l'empereur Yi dans le Xian de Chen (郴 縣) et donne secrètement l'ordre à Ying Bu d'assassiner Yi pendant le voyage. 

## Vie

### Jeunesse
Xiong Xin est un descendant de la famille royale du Chu, un État qui a disparu vers la fin de la période des Royaumes combattants, car il est un des petits-fils du roi Huai de Chu. Cependant, il ne fait pas partie de la branche principale du clan Xiong, le clan royal du Chu, et sa famille ne peut donc pas prétendre au trône. Quatre rois succèdent à son grand-père avant que l'État de Chu ne soit finalement conquis par l'État de Qin en 223 av. J.-C. Après la chute du Chu, Xiong Xin vit comme un simple roturier. 

### Roi de Chu
En 209 av. J.-C. éclate le soulèvement de Dazexiang, sous la direction de Chen Sheng, qui se proclame "roi de Zhangchu" (張楚 王; littéralement "roi du Chu naissant"). Ces révoltés veulent renverser la dynastie Qin, mais ils échouent et ce soulèvement finit par être écrasé par les forces impériales. Malgré cet échec, d'autres rébellions anti-Qin éclatent dans toute la Chine, avec comme point commun de chercher à renverser la dynastie impériale et restaurer les anciens États conquis par les Qin environ deux décennies plus tôt. Parmi les États renaissant au gré des insurrections se trouve le Chu, dirigé par Xiang Liang. Sur les conseils de Fan Zeng, Liang essaye de trouver un membre encore en vie de la famille royale déchue du Chu, afin de l'installer sur le trône et ainsi obtenir plus de soutien de la part du peuple. Xiang Liang finit par trouver Xiong Xin, qui est alors un berger, et l'installe sur le trône à l'été 208 av. J.-C.  Xiong Xin reçoit alors le titre de "roi Huai II de Chu". 
Mais le roi Huai II n'est qu'un souverain fantoche, un homme de paille, le véritable dirigeant du Chu étant Xiang Liang. Cependant, après la mort de Xiang Liang lors de la bataille de Dingtao, au cours de l'hiver 208 av. J.-C., le roi Huai II réussit à prendre le contrôle des armées de deux généraux du Chuː Xiang Yu et Lü Chen. À partir de là, il commence progressivement à affirmer son autorité. Le roi Huai donne l'ordre a Song Yi et Liu Bang de prendre chacun le commandement d'une armée pour attaquer directement ce qu'il reste de la dynastie Qin. Il promet aux deux généraux de donner le titre de "roi de Guanzhong" à celui  qui s'emparera en premier de Guanzhong, la capitale des Qin. Xiang Yu, le neveu de Xiang Liang, est le commandant en second de Song Yi. Ce dernier est en route avec son armée pour attaquer les forces Qin, commandées par Zhang Han, qui sont en train d'assiéger Handan, la capitale de l'État de Zhao. Après avoir reçu les ordres du roi Huai, Song Yi refuse de poursuivre sa route vers le Zhao. Lors d'une réunion, Xiang Yu lance une fausse accusation de trahison contre Song Yi, le tue et usurpe son commandement. Il envoie ensuite un messager pour informer le roi Huai II, qui valide à contrecœur sa prise de poste. Durant l'hiver de l'an 207 av. J.-C., Liu Bang arrive à Guanzhong avant Xiang Yu.  Ziying, le dernier souverain Qin, se rend à Liu Bang, mettant ainsi fin à la dynastie Qin.

### Empereur de Chu
Selon la promesse faite plus tôt par le roi Huai II, Liu Bang aurait dû devenir le « roi de Guanzhong », mais lorsque Xiang Yu arrive à son tour à Guanzhong, il écrit une lettre au roi de ChuI pour demander a ce que ce soit lui, Yu, qui reçoive le titre de roi et  non Liu Bang. La réponse du roi Huai II est simple, le général doit agir "selon ma précédente promesse". Mais Yu ignore cette réponse et prend le contrôle de Guanzhong au détriment de Liu Bang, profitant du fait que son armée est alors plus puissante que celle de Bang. Xiang Yu se proclame ensuite "Roi-Hégémon du Chu de l'Ouest" et divise l'ancien Empire Qin en dix-huit royaumes, chacun dirigé par l'un des chefs rebelles ayant participé a la révolte. Il octroie également au roi Huai II le titre apparemment plus "honorable" d'empereur Yi de Chu. Cependant, très vite il donne l'ordre d'envoyer l'empereur fantoche dans le Xian de Chen  (郴 縣), le condamnant ainsi, de facto, à l'exil. 

### Mort
L'empereur Yi est bien conscient que Xiang Yu veut l'exiler de force et feint d’être malade pour reporter son voyage dans le Xian de Chen. Il agit en vain, car Yu le force à partir de Pengcheng (彭城; aujourd'hui Xuzhou, Jiangsu ) pour se rendre à Chen. Mais le nouveau Roi-Hégémon ne veut pas se contenter d'exiler l'empereur, car il donne en secret l'ordre à Ying Bu, Wu Rui et Gong Ao de tuer Yi pendant le voyage vers Chen. L'empereur Yi est finalement assassiné par les hommes de Ying Bu juste avant d'arriver à Chen et est enterré par les habitants de la région sur une colline située dans le sud-ouest du Xian. 
Peu de temps après la mort de l'empereur Yi de Chu, Xiang Yu et Liu Bang entrent en guerre, chacun de deux voulant devenir le nouveau maitre de la Chine. C'est le début de la guerre Chu–Han. Bang utilise la mort de l'empereur Yi pour justifier sa guerre contre Yu. En 205 av. J.-C., il organise un service commémoratif de trois jours pour l'empereur, accuse Xiang Yu d'avoir commis un régicide et obtient le soutien du peuple contre ce dernier. En 202 av. J.-C., cette guerre se conclut par la victoire de Liu Bang, qui devient le nouveau souverain de Chine et fonde la dynastie Han. Après les avoir élevés au rang de Marquis, Liu Bang donne l'ordre à ses généraux Zhou Bo, Wang Ling et Fan Kuai, de célébrer des commémorations à la mémoire de l'empereur Yi dans leurs marquisats respectifs. 

## Héritage
Yi apparaît parfois comme un dieu des portes dans les temples chinois et taoïstes, généralement associé a Ziying, le dernier souverain Qin.